# Понор звани Пропаст
Понор звани „Пропаст” је понор и природни споменик под заштитом у Републици Србији. Налази се у селу Преконога, надомак Сврљига. Понор је стављен под заштитом 2. априла 1949. године одлуком Завода за заштиту и научно проучавање природних реткости НР Србије.
Понор Пропаст представља налазиште фосилних остатака некадашњих живих бића. У близини понора налазе се још два заштићена природна добра, Преконошка и пећина Равна пећ. 